# Comarca d'Oriente
La Comarca d'Oriente és una de les vuit comarques en què està dividit el Principat d'Astúries i comprèn els concejos de:
- Amieva
- Cabrales
- Cangues d'Onís
- Caravia
- Colunga
- El Valle Altu de Peñamellera
- El Valle Baḥu de Peñamellera
- Llanes
- Onís
- Parres
- Piloña
- Ponga
- Ribadesella
- Ribadedeva

Encara que l'Estatut d'Autonomia d'Astúries preveu la divisió del territori asturià en comarques, encara no estan desenvolupades oficialment.